# 포브스 30 언더 30

포브스 로고

포브스 30 언더 30(Forbes 30 Under 30)은 포브스 매거진과 일부 지역 판에서 매년 발행하는 다양한 산업 분야의 30세 미만 주목할만한 인물 30명의 목록이다. 미국 목록에는 600개의 비즈니스 및 업계 인사가 포함되어 있으며, 각 20개 산업에서 30명이 선택되었다. 아시아와 유럽에도 각각 10개의 범주가 있어 총 300명이 있으며, 아프리카에는 30명의 단일 목록이 있다. 포브스는 관련 컨퍼런스와 30세 미만 30세라는 웹사이트 섹션을 주최한다. 포브스가 선정한 30세 미만 30인에 대한 지명 절차는 대중에게 공개되어 있으며, 후보자가 30세 미만인 한 사람들은 자신이나 다른 사람을 지명할 수 있다.
포브스가 발표한 최종 30세 미만 30인 목록은 스포츠, 미디어, 사회적 기업, 할리우드 및 엔터테인먼트, 과학, 예술 및 스타일, 금융, 벤처 캐피털, 게임, 마케팅 및 광고, 기술(소비자 및 기업), 교육, 의료, 소매, 음악, 식음료, 소셜 미디어 및 에너지 등 다양한 산업 범주로 분류된다.
업계별 30세 미만 수상자는 포브스 편집장, 독립심사위원, 유명 심사위원, 업계 전문가 등이 스카우트해 선정한다.
포브스 30세 미만 수상자 30인에는 엠마 왓슨, 마고 로비, 리한나, 페이스북의 창업자 마크 저커버그, 레딧의 창업자 알렉시스 오하니언, 마일리 사이러스, 카일리 제너, 르브론 제임스, 스포티파이의 창업자 다니엘 엑, 아사나의 창업자 더스틴 모스코비츠, 스냅챗의 창업자 에반 스피겔, 노벨 평화상 수상자 말랄라 유사프자이, 그리고 기타 많은 유명 인사, 기업가 및 유명인이 있다.